# Carlos Fortes (calciatore 1994)
Carlos Manuel dos Santos Fortes (Lisbona, 9 novembre 1994) è un calciatore capoverdiano con cittadinanza portoghese, attaccante del Suzhou Dongwu.

## Carriera

### Club
Ha giocato nella prima divisione portoghese, in quella rumena, in quella marocchina ed in quella indonesiana.

### Nazionale
Ha giocato nella nazionale portoghese Under-20.
Nel 2024 ha esordito nella nazionale maggiore di Capo Verde.